# David Ben Dayan
David "Dedi" Ben Dayan  (hebreiska: דדי בן דיין) är en israelisk fotbollsspelare född 1978 i Holon, Israel. Han spelar för Maccabi Petah Tikva som back. 
Ben Dayan började sin karriär i Maccabi Tel Aviv som han spelade för i 8 år. Han har också spelat i bland annat Hapoel Petah Tikva och Hapoel Beer-Sheva. 
Ben Dayan är den andra israeliska spelaren att spela i MLS (Colorado Rapids), efter sin lagkamrat Guy Melamed som han även spelat tillsammans i juniorlandslaget. Ben Dayan har även fått chansen att spela för det israeliska landslaget i Europa- och VM-kval.